# Contea di Henderson (Kentucky)
La contea di Henderson (in inglese Henderson County) è una contea dello Stato del Kentucky, negli Stati Uniti. La popolazione al censimento del 2000 era di 44 829 abitanti. Il capoluogo di contea è Henderson.